# Partido Socialista Polaco de la partición de Prusia
El Partido Socialista Polaco de la partición de Prusia, a veces Partido Socialista Polaco en Prusia (polaco: Polska Partia Socjalistyczna Zaboru Pruskiego - Alemán: Polnische Sozialistische Partei en Preußen) fue un partido político polaco.
El partido fue fundado en 1893 en Berlín por los miembros emigrados del Partido Socialista Polaco. Hasta 1913, el partido tenía vínculos formales con el Partido Socialdemócrata de Alemania. Tras la restauración de la condición de Estado de Polonia en 1919, el partido se fusionó con el Partido Socialista Polaco.